# Poslednij god Berkuta
Poslednij god Berkuta (Последний год Беркута) è un film del 1977 diretto da Vadim Lysenko.

## Trama
1922 anno. Khakassia. Steppa. L'ex partigiano rosso Fёdor Polyncev sta portando la sua famiglia a Minusinsk. Lungo la strada, ci imbattiamo in un giovane mandriano khakassiano ferito. Cercando di fornirgli il primo soccorso, Fёdor viene catturato dai parenti del branco, che lo considerano colpevole di aver ferito il giovane. L'apparente distaccamento dei Rossi interferisce con il linciaggio di Fyodor. Il comandante del distaccamento chiede a Fёdor di aiutarli a catturare la banda di un certo Berkut operante in questi luoghi, costituita dai resti dell'esercito della Guardia Bianca e dei ricchi locali. Fyodor rifiuta, il distacco se ne va. Ma ulteriori eventi fanno rimpiangere Fёdor la sua decisione, da allora lui e una manciata di poveri locali devono affrontare una banda ben armata.